# Louis de Rouvroy, Saint-Simon hercege
Louis de Rouvroy, Saint-Simon hercege. (1675. január 16. – 1755. március 2.) XVIII. századi emlékiratíró. Emlékiratai XIV. Lajos udvarának és korának főbb eseményeit és szereplőit mutatják be. Távoli őse a filozófus Saint-Simonnak.

## Élete
Saint-Simon herceg az udvari nemesség tagja volt. Az udvari nemesség a XVII. századi francia abszolút monarchia nagy találmánya volt az arisztokrácia kontrollálására. XIV. Lajos az ellene fellázadó arisztokraták vezette Fronde-felkelés hatására ugyanis úgy döntött, hogy átteszi székhelyét a Louvre-ból Versailles-ba, a rendi követelésekkel ténylegesen vagy potenciálisan fellépő főurakat pedig az udvarba csalogatta, vagy kényszerítette, hogy így állandóan szem előtt legyenek. A távolmaradókat könnyen a király méltóságának megsértésével vádolhatták. Az uralkodó maga pedig szigorú szertartásrendhez kötve teljesen nyilvánosan élte életét, amelynek nyilvános eseményein szintén ajánlatos volt mindenkinek részt vennie. A nemesség itt politikai hatalmától és bázisaitól megfosztva élénk társasági életet élt: a XVIII. század elején 942 családnak volt bejárása az udvarhoz, 1787-ben pedig 4000 Versailles-ban tartózkodó nemesi személyt tartottak nyilván. Saint-Simon herceg jórészt ebben a környezetben élte le életét. Helyzetét nehezítette, hogy egy idő után kegyvesztett lett, de nem hagyhatta el Versailles-t. A korszak és az udvar életét, lefojtott, nyomasztó, intrikákkal teli és kicsinyes légkörét a magyar olvasó a herceg emlékiratai mellett a csaknem kortárs Pierre Choderlos de Laclos Veszedelmes viszonyok című könyvéből és az ebből készült nagysikerű filmből ismerheti.
1675. január 15-ről 16-ra virradó éjszaka születtem mint Claude de Saint-Simon hercegnek, Franciaország pairjének stb. és második feleségének, Charlotte de l'Aubespine-nek egyetlen gyermeke. Atyámnak első feleségétől, Diane de Budos-tól egyetlen leánya maradt életben, fia egy sem. Nővérem Brisac herceghez, Franciaország pairjéhez, Villeroy hercegné egyetlen fivéréhez ment nőül; 1684-ben halt meg, gyermeket nem hagyott maga után, s már rég különváltan élt férjétől, aki nem volt méltó hozzá, végrendeletében pedig engem jelölt ki általános örököséül
A Chartres-i egyházmegye vidame-jának (vagyonigazgató) címét viselte, s igen gondos és alapos nevelésben részesült: szerette a történelmet, és meggyőződése szerint ha komolyabban elmélyült volna benne híres történész lehetett volna. Bassompierre emlékiratainak olvasása kapcsán jutott eszébe, hogy megírja saját emlékiratait. 1691-ben filozófiát tanult, majd 1694-ben kezdte el írni művét, amikor a nevét viselő lovasezred ezredeseként szolgált az Alsó-Rajna partján. Noha a katonai szolgálat egyben belépőül szolgált a királyi udvarhoz, nem lett jó katona: untatták a hadgyakorlatok, elégedetlen is volt a katonai előmenetelével, ezért 1702-ben lemondott katonai rangjáról. Kegyvesztettsége ekkortól datálható – később mindent elkövetett, hogy közelebb jusson az államügyek intézéséhez, nem sok sikerrel. A Napkirály halála után ugyan pártfogója, az orléans-i herceg lett XV. Lajos kiskorúsága idején a régens és Saint-Simon ekkor bekerült az országot irányító régenstanácsba, a hatalom közelében azonban nem sikerült kiismernie magát az intrikákban, alulmaradt a Dubois bíborossal szembeni küzdelemben. Egyetlen komolyabb küldetése az 1721-22. évi, a spanyol királyi udvarba szóló követi megbízás volt. 1723-ban a régens halála után Saint Simonnak lényegében száműzetésbe kellett vonulnia saját birtokára. Ezután teljesen az írásnak szentelte magát, halálakor 173 sűrűn teleírt füzet maradt utána, amit XV. Lajos rendőrsége azonnal lefoglalt és csak közvetlenül a forradalom előtt jelenhetett meg belőle néhány részlet.
Nős volt, felesége Lorge marsall leánya volt. Mind feleségét, mind tőle született két fiát eltemette, csak lánya, a nyomorék Chimay hercegnő élte túl.

## Műve
Noha nem sokra tartotta a szépirodalmat, a francia irodalomtörténészek mégis jelentős szépírónak tartják. Rajongott érte Stendhal, Balzac, és pszichologizáló, analizáló látásmódja nagy hatást gyakorolt Proust Eltűnt idők nyomában című művére. Művészetét mellőzöttsége, alacsony termete és csúnya arca miatti frusztrációja táplálja. "Nincsenek nagy és mély szándékai, s a valóban tiszta lélek becsvágya sem fűti. Erejét a gyűlöletből, a bosszúságból, rangkórságból meríti."
Igen erős a jellemábrázolásban, műve olyan epizódok (historiette – kis történet) sokaságára esik szét, melyek alaposan körüljárnak egy-egy személyt, vagy fényt vetnek egy már korábbról ismert személy egy-egy tulajdonságára: Nagy Péter például nehezen viselte, hogy az angol kormány nem akart vele diplomáciai kapcsolatba lépni. Mikor végre megérkezik az angol küldöttség, a cár egy hajó árbóckosarában fogadta a magasságtól rettegő követeket, és kéjes örömmel mondta meg nekik, hogy mindezt büntetésként kapják. Coislin herceg kínosan udvarias volt mindenkivel szemben, ami rendkívül idegesítette öccsét – így mikor egyszer megszálltak egy fogadóban, és mialatt a herceg tette a szépet a fogadósnénak, öccse odacsinált bátyja szobájának padlójára "egy jó nagy rakást", hadd lássa azt a fogadós, hogy milyen is a herceg. XIV. Lajos szerepéhez híven rezzenéstelen arccal fogadja, annak hírét, hogy egyik nőrokona elvetélt. Jellemábrázolásainak cinizmusa miatt Tacitushoz és Shakespeare-hez hasonlítják. Tacitushoz hasonlóan ő is visszakívánja a korábbi századokat – ő jelesül XIII. Lajos korát, mikor még a jobbágy és hűbérura között személyesebb volt a kapcsolat, és mikor az arisztokráciának nagyobb beleszólása volt az ügyek intézésébe.

## Magyar vonatkozások
A XVIII. századi Franciaországban élénk érdeklődés kísérte a Rákóczi-szabadságharc eseményeit. Számos emlékirat-író (pl. Dangeau, Breuteuil, Sourches márkik, Armand de Mormes de Saint-Hilaire) kísérte nyomon, és örökítette meg a küzdelmeket. Saint-Simon is alaposan ismerte mind Rákóczi családfáját, mind az események mozgatórugóit (a szabad királyválasztási jog eltörlése, vallási sérelmek, német helyőrségek kegyetlenkedései). Az eseménytörténeti leírásai is jórészt pontosak, leggyakrabban mégis Rákóczi jellemzését idézik, mely egyben bemutatja a saint simoni írásmód jellegzetes vonását is: az objektív indulást, melyet cinikus csattanó zár:
Rákóczi nagyon magas növésű, anélkül, hogy túl magas volna, nem sovány és nem is kövér, nagyon arányos és jó alakú, külseje erős, hatalmas és nagyon nemes, tekintélyt parancsoló, minden durvaság nélkül. Arca elég kellemes és egész jellege tatár. Bölcs, szerény, mértéktartó, igen kevéssé szellemes ember. Egészében véve jóságos és értelmes, nagyon udvarias, de eléggé megválogatja, kivel áll szemben. Igen könnyed mindenkivel és - ami ritkán látható együtt - ugyanakkor sok benne a méltóság, anélkül, hogy modorában bármi éreztetné a dicsőségét. Nem beszél sokat, de azért részt vesz a társalgásban, és nagyon jól adja elő mindazt, amit látott anélkül, hogy magáról beszélne. Rendkívül tisztességes, egyenes, igaz, a végsőkig bátor ember. Mélységesen hisz Istenben, és ezt nemes egyszerűséggel nem mutatja, de nem is titkolja. Titokban sokat ad a szegényeknek és sok időt tölt imádkozással. Nagy háztartásának erkölcseit, kiadásait és tartozásait a legpontosabban szabályozza, és mindezt szelíden. A mindennapos érintkezésben nagyon jó, szeretetreméltó és kegyelmes ember, de ha közelebbről láttuk, csodálkozunk, hogy nagy pártnak volt a vezére és olyan nagy hírt támasztott a világban

## Magyarul
- XIV. Lajos udvara; szemelvényford., bev. Juhász Vilmos; Officina, Bp., 1941 (Officina könyvtár)
- II. Rákóczi Ferenc emlékiratai. Saint-Simon emlékirat-részleteivel; ford., bev. Vas István, jegyz. Thaly Kálmán; Révai, Bp., 1948
- Saint-Simon herceg emlékezései; vál., ford., bev. Győry János; Gondolat, Bp., 1960 (Aurora)
- A Napkirály udvarában; vál., ford., bev. Réz Pál; Szépirodalmi, Bp., 1970 (Olcsó könyvtár)
- Saint-Simon herceg emlékiratai; vál., ford., utószó, jegyz. Réz Pál; Európa, Bp., 1975 ISBN 9630702851
- Emlékiratok; vál., előszó, jegyz. Horváth Andor, ford. Réz Pál; Kriterion, Bukarest, 1979 (Téka)
- Saint-Simon herceg emlékiratai; vál., ford., előszó, jegyz. Réz Pál; Európa, Bp., 1987 (Emlékezések)
- XIV. Lajos udvara, Saint-Simon herceg emlékiratai (válogatás), bevezette és fordította Ádám Péter, BBC History, 2018/április